# Juan Forlín
Juan Daniel Forlín (Reconquista, 1º ottobre 1988) è un ex calciatore argentino, di ruolo difensore.

## Carriera
Difensore centrale, destro naturale, cresce nelle giovanili del Boca Juniors. Esordisce in prima squadra il 19 aprile 2008 nel match contro il Newell's Old Boys, vinto 2-1.
Nell'estate del 2007, con Santiago Villafañe (nipote di Maradona), viene tesserato dal Real Madrid, dove entra a far parte della squadra B (Real Madrid Castilla). Dopo sei mesi, però, è costretto a tornare in Argentina a causa di problemi riguardanti il passaporto.
Il 25 agosto 2009 viene acquistato dall'Espanyol.

## Palmarès

### Club

#### Competizioni nazionali
- Campionato argentino: 1

Boca Juniors: Apertura 2008